# Boguszyce (powiat goleniowski)
Boguszyce – wieś sołecka w Polsce położona w województwie zachodniopomorskim, w powiecie goleniowskim, w gminie Nowogard.
Według danych z 1 stycznia 2011 roku wieś liczyła 118 mieszkańców.
W latach 1975–1998 miejscowość administracyjnie należała do województwa szczecińskiego.